# Morgongiori
Morgongiori (sardisch: Mragaxòri) ist eine italienische Gemeinde (comune) in der Provinz Oristano mit 643 Einwohnern (Stand 31. Dezember 2023) im Westen Sardiniens am Parco Geominerario Storico ed Ambientale della Sardegna. Die Gemeinde liegt etwa 23,5 Kilometer südöstlich von Oristano. Auf dem Gemeindegebiet liegt der Monte Arci.
Im Ort befindet sich die Grutta de is Caombus mit dem Brunnenheiligtum Sa Scaba ’e Cresia.
Der Menhir Su Furconi de Luxia Arrabiosa, ist ein Megalith ostnordöstlich von Morgongiori. Der isolierte Menhir steht auf einem Plateau auf einer Höhe von 285 Metern. Er hat eine viereckige Form mit einem leicht konischer Spitze und ist 3,6 m hoch. Es trägt ein Dutzend Schälchen mit DurchmesserN von 2 bis 9 cm und einer Tiefe von etwa 1,5 cm.
In der Nähe des Menhirs befinden sich prähistorische Domus de Janas, die in den Felsen gegraben wurden.

## Verkehr
Durch die Gemeinde führt die Strada Statale 442 di Laconi e di Uras von Laconi nach Uras.